# Shoal Township (Missouri)
Shoal Township est un ancien township  du comté de Clinton dans le Missouri, aux États-Unis,. 
Il est fondé en 1833 et baptisé en référence à la rivière Shoal Creek.

## Source de la traduction
- (en) Cet article est partiellement ou en totalité issu de l’article de Wikipédia en anglais intitulé « Shoal Township, Clinton County, Missouri » (voir la liste des auteurs).